# Atacicept
Atacicept ist ein experimenteller Arzneistoff, der zur Behandlung von Autoimmunkrankheiten entwickelt wird. Atacicept ist ein rekombinant hergestelltes Fusionsprotein und bindet die entzündungsauslösenden Zytokine BAFF und APRIL, die die Reifung und das Überleben von B-Lymphozyten regulieren.

## Struktur
Atacicept (anderer Name: TACI-Ig) besteht aus dem extrazellulären Teil des TACI-Rezeptors (TACI als Abkürzung von Transmembrane Activator and CAML-interactor), der an das Fc-Fragment von menschlichem Immunglobulin G gekoppelt wurde. Atacicept hat eine molare Masse von circa 71 kDa.

## Wirkungsmechanismus
Der TACI-Rezeptor befindet sich auf den B-Lymphozyten (kurz: B-Zellen). Bestimmte Zytokine, nämlich BAFF (B cell activating factor) und APRIL (A Proliferation-Inducing Ligand) binden an die TACI-Rezeptoren und fördern Reifung, Entwicklung und Überleben der B-Lymphozyten. Atacicept bindet BAFF und APRIL, so dass sie nicht mehr auf die B-Lymphozyten wirken können. B-Lymphozyten sind unter anderem über die Bildung von Autoantikörpern an der Entwicklung bestimmter Autoimmunkrankheiten beteiligt.
Atacicept ist nicht zugelassen, wird aber derzeit in Studien für verschiedene Autoimmunkrankheiten wie etwa dem systemischen Lupus erythematodes oder der Rheumatoiden Arthritis untersucht. Die Entwicklungen für Multiple Sklerose und Optikusneuritis wurden eingestellt, nachdem in einer Phase-II-Studie eine verstärkte Krankheitsaktivität beobachtet wurde.